# Bruce Reynolds
Bruce Richard Reynolds (* 7. September 1931 in London; † 28. Februar 2013 ebenda) war Anführer der Räuberbande, die 1963 den Großen Postzugraub beging.

## Leben
Reynolds wurde als Sohn eines Gewerkschafters und einer Krankenschwester geboren. Schon früh kam er mit dem Gesetz in Konflikt und musste bereits als 17-Jähriger für 18 Monate wegen Einbrüchen ins Gefängnis. Im Laufe der Jahre stieg er wegen seiner raffinierten Einbrüche und Überfälle zum Anführer einer „Firma“ (Gruppe von Kriminellen) und zu einem kleinen „Star“ in der Londoner Unterwelt auf. Er führte einen immer aufwändigeren Lebensstil. Offiziell gab er sich meist als Antiquitätenhändler aus Croydon aus, um sein Leben als notorischer Krimineller zu verdecken. Seine Gefängnisaufenthalte summierten sich 1963 schon fast zu einem Jahrzehnt.

### Der Überfall auf den Postzug
Am 8. August 1963 überfiel Reynolds zusammen mit Ronald Biggs, Ronald Buster Edwards, Charlie Wilson („Der Schweiger“), Roy James („Das Wiesel“), Thomas Wisbey, Robert Welch, Gordon Goody, James Hussey, Rodger Cordrey, James White und einigen Unbekannten um 3:10 Uhr morgens den königlichen Postzug von Glasgow nach London. Der Zug wurde bei Sears Crossing in Ledburn, nahe Mentmore in der Grafschaft Buckinghamshire, durch ein manipuliertes Zugsignal zum Stehen gebracht und 1,5 km weiter bis zur Bridego-Brücke gefahren. Einer der Posträuber (angeblich Edwards) schlug den Lokführer Jack Mills nieder, der eine Gehirnerschütterung und ein bleibendes Trauma davontrug. Mills starb sieben Jahre später an Leukämie.
Die Beute bestand aus 120 Geldsäcken mit £ 2.631.684 (nach heutigem Wert etwa 74 Millionen Pfund Sterling bzw. 86 Millionen Euro).
Während die meisten Beteiligten schnell gefasst und 1964 zu Haftstrafen von bis zu 30 Jahren verurteilt wurden, tauchte Reynolds nach dem Raub erfolgreich unter und floh über Frankreich nach Mexiko, wo er mit seiner Familie und zum Teil auch Buster Edwards einige Jahre unter falschem Namen lebte. Am 8. November 1968 wurde er bei einem Aufenthalt in Torquay, England, gefasst und im Januar 1969 zu 25 Jahren Haft verurteilt. 1978 wurde er vorzeitig entlassen. 1984 kam er erneut wegen angeblichen Handels mit Haschisch und Amphetaminen ins Gefängnis, wurde aber im März 1985 begnadigt.

### Leben nach dem Gefängnis

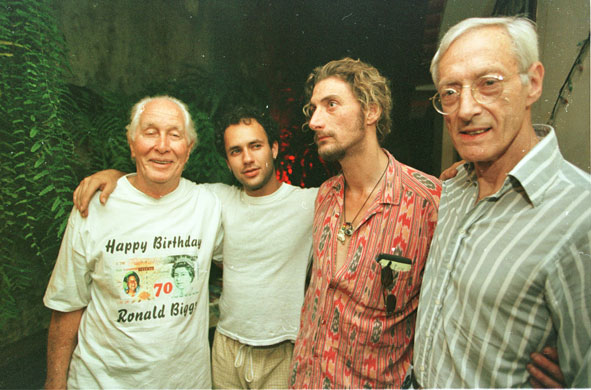
Bruce Reynolds (rechts) auf der Feier des 70. Geburtstags seines Freundes Ronnie Biggs (links) im Jahre 1999, gemeinsam mit Biggs Sohn Michael (Mitte links), und Reynolds Sohn Nick (Mitte rechts)

Durch seine Beratertätigkeit für den Film Buster mit Phil Collins in der Titelrolle (1988) erhielt Reynolds schließlich Zugang zur Welt der Medien und war bald gern gesehener Gast im Fernsehen. So überreichte er 1998 den TV-Preis Telestar an Horst Tappert, der ihn 33 Jahre zuvor in Die Gentlemen bitten zur Kasse gespielt hatte. Daneben betätigte sich der belesene und kultivierte Reynolds als Vortragender, unter anderem in der Eliteschule Eton College, und als Autor von Kinokritiken. 1995 veröffentlichte er seine Autobiografie (Autobiography of a Thief). 2007 ließ er sich, angeschlossen an einen Lügendetektor, in einer Folge von Galileo Mystery zu dem Postraub befragen.
Reynolds lebte zuletzt in bescheidenen Verhältnissen in Croydon im Süden Londons und wurde von einer Wohltätigkeitsorganisation unterstützt. Er starb am Morgen des 28. Februar 2013 im Alter von 81 Jahren.

## Zitate
“Crime pays? You must be mad.”

„Verbrechen zahlt sich aus? Du musst verrückt sein.“